# Sibirisk piphare
Sibirisk piphare (Ochotona hyperborea) är en däggdjursart som först beskrevs av Peter Simon Pallas 1811.  Ochotona hyperborea ingår i släktet Ochotona och familjen pipharar.

## Utseende
Kroppslängden inklusive svansen är 15 till 20 cm. Själva svansen blir 0,5 till 1,2 cm lång. Liksom andra pipharar har arten avrundade öron och korta extremiteter. Sommarpälsen är rödbrun på ryggen och ljusröd till vit på buken. Vinterpälsen är mera gråbrun.

## Utbredning och habitat
Denna piphare har flera från varandra skilda utbredningsområden. Den förekommer i Uralbergen, i östra Sibirien (Ryssland, norra Mongoliet, nordöstra Kina, Nordkorea), på Tajmyrhalvön, på Sachalin och på Hokkaido. I bergstrakter når arten 2000 meter över havet. Habitatet utgörs främst av taigan och andra skogsområden.

## Ekologi
Individerna kan vara aktiva på dagen och på natten. Beroende på utbredning har honor en eller två kullar per år. Efter dräktigheten som varar cirka 28 dagar föds upp till nio ungar. Ungar av individer som lever i norra delar av utbredningsområdet stannar över vintern hos föräldrarna. Samma gäller för ungar från den senare kullen i södra delar av utbredningsområdet.
Under sommaren bygger denna piphare ett förråd av hö för den kalla årstiden. Annars utgörs födan av färskt gräs, frön, örter och andra växtdelar. Sibirisk piphare håller ingen vinterdvala och gräver tunnlar i snön för att nå födan. Förrådet utnyttjas även av andra djur som ren, sibiriskt snöfår, murmeldjur och sorkar. Denna piphare är ett viktigt byte för medelstora rovdjur som mårdar.

## Underarter
Arten delas in i följande underarter:
- O. h. hyperborea
- O. h. cinereoflava
- O. h. coreana
- O. h. ferruginea
- O. h. mantchurica
- O. h. normalis
- O. h. uralensis
- O. h. yesoensis
- O. h. yoshikurai

## Hot
Arten jagades fram till 1950-talet för pälsens skull. Lokala bestånd hotas av landskapsförändringar. Hela populationen är stor. IUCN kategoriserar arten globalt som livskraftig.